# میچل تروی
میچل تروی (به انگلیسی: Mitchel Troy) یک منطقهٔ مسکونی در بریتانیا است که در مونموت‌شر واقع شده‌است. میچل تروی ۱٬۲۵۳ نفر جمعیت دارد.